# Celebarches unicus
Celebarches unicus là một loài tò vò trong họ Ichneumonidae.